# Веселин Евгениев
Веселин Евгениев (роден на 27 април 1951) е бивш български футболист, треньор и функционер. Дългогодишен защитник на Миньор (Перник). Играл е също в Академик (Свищов). През 1973 г. записва 5 мача за националния отбор на България.

## Биография
Евгениев израства в школата на Миньор (Перник). С юношеския отбор на „чуковете“ става вицешампион на България през 1969/70. По време на същия сезон дебютира и за мъжкия състав. Изиграва първия си мач в А група на 17 септември 1969 г. срещу Локомотив (Пловдив). Любопитното е, че в срещата е използван като нападател и дори бележи гол, но Миньор губи с 3:4.
Евгениев играе за родния си клуб в общо 14 сезона – от 1969 г. до 1977 г. и от 1979 г. до 1985 г., когато прекратява кариерата си. Записва общо 386 официални мача, в които бележи 4 гола – 216 мача с 4 гола в А група, 138 мача в Б група, както и 32 мача за националната купа.
Между 1977 г. и 1979 г. два сезона играе за Академик (Свищов). Записва общо 59 мача – 25 мача в А група през сезон 1977/78, както и 34 мача в Б група през 1978/79.
Бил е треньор на Миньор, както и президент на клуба, през 90-те години на ХХ век.